# Délegyházi-tavak

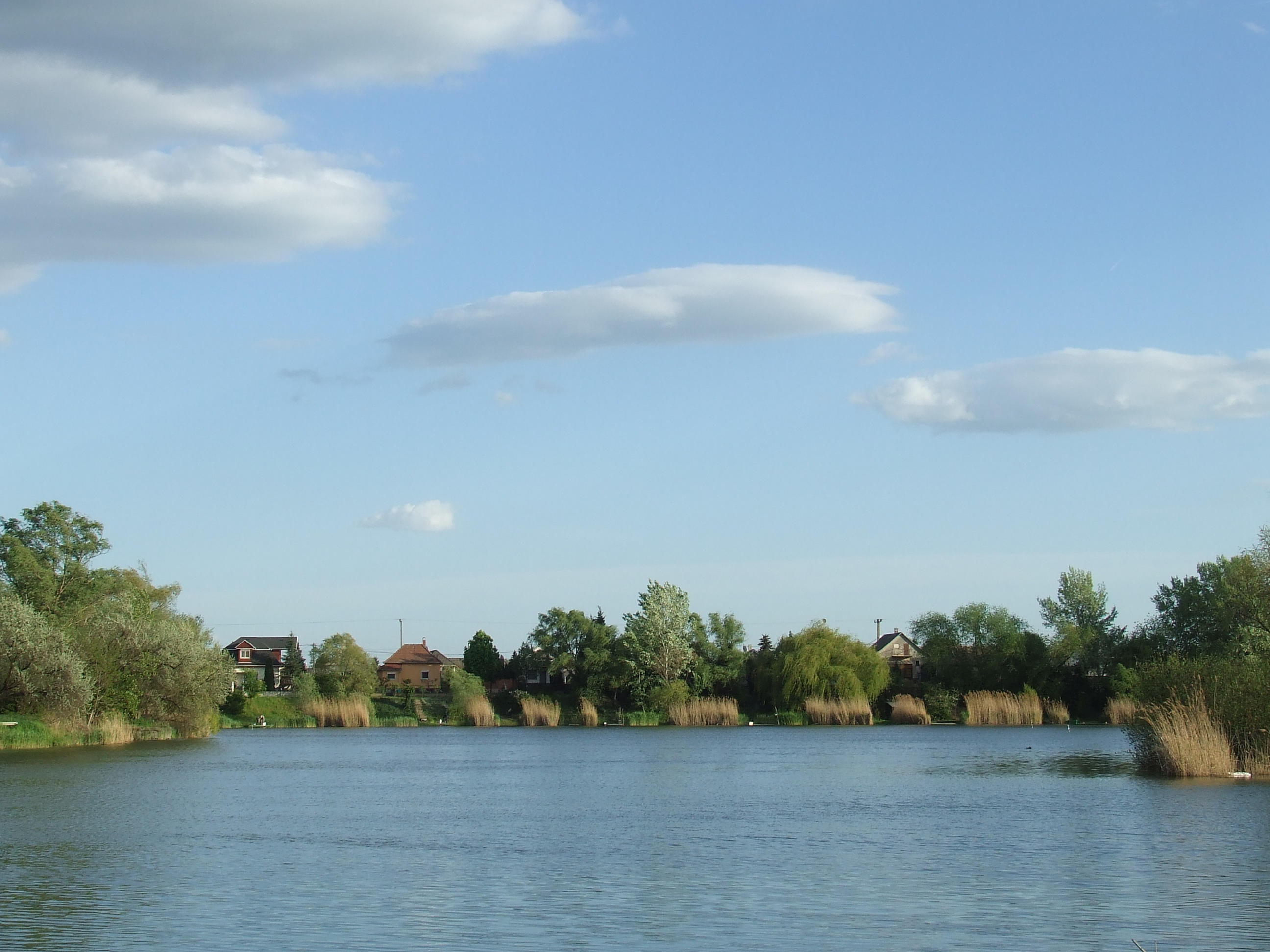
Délegyházi tó

A Délegyházi-tavak a Délegyházán található, 8 tóból álló tórendszer. A helyi kavicsbányászat következtében jött létre. Vízfelülete több mint 300 hektárt tesz ki, és újabb bányatavak megjelenésével jelenleg is növekszik.
A tavak képezik Délegyháza legfőbb turisztikai vonzerejét. A szabadstrandok, lakatlan szigetek és horgásztavak mellett a tórendszer az itt létesült Naturista Oázisról vált híressé, amely az V. tó körül terül el.

## Története
Az 1920-as évek elején egy külföldről származó vállalkozó, Klauber Vilmos nyitotta meg az első kavicsbányát a településen. A kezdetleges, kézi módszerrel történő kitermelést a felső 3-4 méter vastag homokréteg és az afelett lévő humuszréteg leszedésével kezdték meg. Mivel a szállítás már akkoriban is igen költséges volt, az első kavicsbányákat az település vasútállomáshoz közel kezdték művelni, a talicskába lapátolt kavicsot pallókon tolták fel a vasúti kocsikba, ilyen módon kezdetben 8-10 vagon raktak meg naponta.
Később bővítették a bányát, amihez 200 m hosszú összekötővágányt építettek, valamint beállítottak egy kis teljesítményű vedersoros kotrógépet. A második világháborúig alakultak ki a mai I-es és II-es számú bányatavak.
1949-ben államosították a kavicsbányákat és egyúttal bővítették a vágányhálózatot és korszerűsítették a kitermelést új kotrógépekkel, viszont a leföldelés és a vágányok időnkénti áthelyezése továbbra is kézi erővel történt.
Az intenzív kitermelés miatt a korábbi bányák kimerültek, ezért kutatófúrások és földtani vizsgálatok után 1959-ben nyitották meg a III-as számú tó mentén az új bányarészeket.

## Horgászhelyek
- I–III. tó

Kezelő: Délegyházi Horgász Sportegyesület
Terület: 80 ha
Halak: ponty, süllő, amur, csuka, busa, keszeg, angolna, törpeharcsa.
- IV. tó

Kezelő: Horgász Egyesületek Budapesti Szövetsége
Terület: 18 ha
Halak: amur, ponty, csuka, balin, süllő.
- Rekord horgásztó

Kezelő: Tókert vendéglő
Terület: kis területű horgásztó a IV. számú tóról leválasztva
Fogható halak: ponty, süllő, csuka, törpeharcsa.
- Délpesti Horgászegyesület horgásztava

Kezelő: Délpesti Horgászegyesület
Terület: 16 ha
Fogható halak: ponty, süllő, csuka, balin, harcsa, keszegfélék, compó, amerikai harcsa.

## Légi felvételek

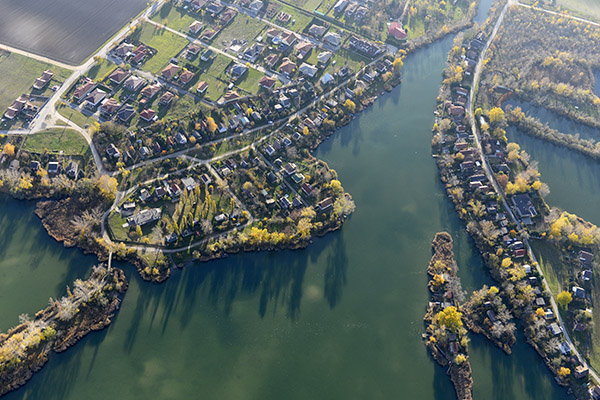
Délegyházi-tavak légi fotón
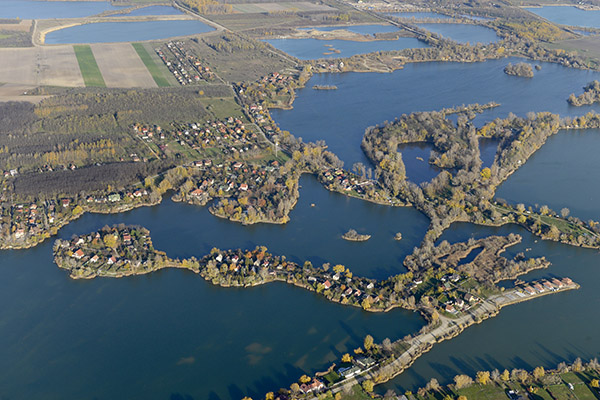
Délegyházi-tavak légi felvételen
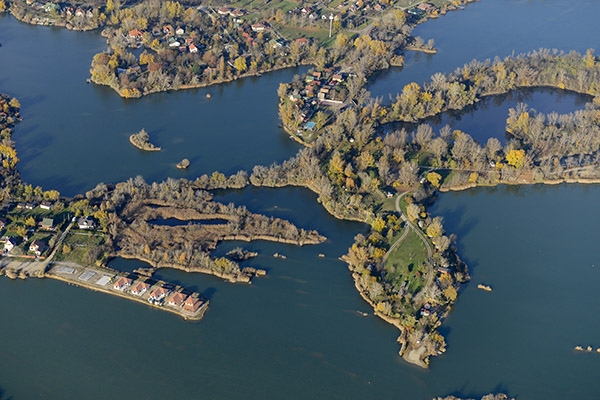
Délegyházi-tavak a magasból